# Psychotria van-hermanii
Psychotria van-hermanii är en måreväxtart som beskrevs av Julián Baldomero Acuña Galé och Roíg. Psychotria van-hermanii ingår i släktet Psychotria och familjen måreväxter. Inga underarter finns listade i Catalogue of Life.